# Adrian Iorgulescu
Adrian Iorgulescu (ur. 6 lipca 1951 w Bukareszcie) – rumuński kompozytor, muzykolog i polityk, w latach 2005–2008 minister kultury.

## Życiorys
Absolwent Akademii Muzycznej w Bukareszcie, kształcił się następnie w Akademii Muzycznej św. Cecylii w Rzymie. Uzyskał stopień naukowy doktora w zakresie muzykologii.
Zawodowo związany z macierzystą uczelnią. W 1990 został wiceprzewodniczącym, a w 1992 przewodniczącym Związku Kompozytorów i Muzykologów w Rumunii (UCMR). Skomponował m.in. trzy symfonie, cztery koncerty instrumentalne i jedną operę. Otrzymał m.in. Nagrodę im. Dinu Lipattiego (1973), Nagrodę im. George'a Enescu przyznaną przez Academia Română (1988), a także liczne nagrody nadane przez UCMR.
W 1996 dołączył do nowo powstałej Partii Alternatywy Rumunii, przekształconej w 1999 w Związek Sił Prawicy. Od 1999 do 2003 kierował tym ugrupowaniem, do 2001 wspólnie z Varujanem Vosganianem. W latach 1996–2000 sprawował mandat posła do Izby Deputowanych z ramienia koalicyjnej Rumuńskiej Konwencji Demokratycznej. W 2003 doprowadził do przyłączenia się swojej partii do Partii Narodowo-Liberalnej.
W sierpniu 2005 został ministrem kultury w rządzie Călina Popescu-Tăriceanu, pełnił tę funkcję do grudnia 2008.